# Joona Laukka
Joona Laukka (Helsinki, 30 giugno 1972) è un ex ciclista su strada finlandese.

## Palmarès

### Strada
- 1989 (Juniores, una vittoria)

Campionati finlandesi, Prova a cronometro Juniores
- 1990 (Juniores, due vittorie)

Campionati finlandesi, Prova a cronometro Juniores
Campionati finlandesi, Prova in linea Juniores
- 1992 (Dilettanti, una vittoria)

Rosendahl GP
- 1994 (Dilettanti, due vittorie)

8ª tappa Tour des Régions Wallonnes (Warcoing > Mont-Saint-Aubert, cronometro)
Classifica generale Tour des Régions Wallonnes
- 1996 (Festina-Lotus, due vittorie)

Campionati finlandesi, Prova a cronometro Elite
Campionati finlandesi, Prova in linea Elite
- 1997 (Festina-Lotus, una vittoria)

7ª tappa Tour de l'Avenir (Foix > Plateau de Beille)
- 2001 (Dilettanti, quattro vittorie)

Circuit des communes de la vallée du Bédat
1ª tappa Tour de Corrèze
Classifica generale Tour de Corrèze
3ª tappa Tour de la Dordogne

## Piazzamenti

### Grandi Giri
- Giro d'Italia

1996: 14º
- Tour de France

1997: 35º
1998: non partito (13ª tappa)
- Vuelta a España

1995: non partito (15ª tappa)
1998: 85º
1999: 42º

### Classiche monumento
- Milano-Sanremo

1998: 137º
- Giro delle Fiandre

1995: 60º
- Parigi-Roubaix

1995: 68º
- Liegi-Bastogne-Liegi

1996: 27º
1997: 62º
1998: 88º
2002: 123º

### Competizioni mondiali
- Campionati del mondo

Middlesbrough 1990 - In linea Junior: 91º
Stoccarda 1991 - In linea Dilettanti: 49º
Palermo 1994 - In linea Dilettanti: 62º
Lugano 1996 - Cronometro Elite: non partito
Lugano 1996 - In linea Elite: ritirato
- Giochi olimpici

Atlanta 1996 - In linea: 57º